# الموزات (مستباء)

تعديل مصدري - تعديل

الموزات هي إحدى قرى عزلة غرب مستباء بمديرية مستباء التابعة لمحافظة حجة، بلغ تعداد سكانها 1045 نسمة حسب تعداد اليمن لعام 2004.